# 1589 en philosophie
Chronologie de la philosophie
- 1585
- 1586
- 1587
- 1588
- 1589
- 1590
- 1591
- 1592
- 1593

L’année 1589 a été marquée, en philosophie, par les événements suivants :

## Publications
- Giovanni Botero : Della ragion di stato. Libri dieci, con tre libri delle cause della grandezza e magnificenza della cità, Appresso I Gioliti, Venetia, 1589 (lire en ligne).

- Giambattista della Porta, Magiae Naturalis libri XX, Naples, 1589

- Nicolò Vito di Gozze : 
  - Discorsi della penitenza sopra i Sette Salmi Penitenziali di David (...), Venezia 1589
  - Governo della Famiglia di N. Vito di Gozze (...), Venezia 1589

- Giordano Bruno :  Oratio consolatoria (1589). Texte intégral en italien, Giordano Bruno.info: Download.